# Santa Maria de Vilagrassa
Santa Maria de Vilagrasa és una església situada al terme municipal de Vilagrassa (Urgell). De la construcció medieval només resta la portalada del segle xiii, exponent de l'anomenada Escola de Lleida i el campanar gòtic, ostensiblement inclinat. És una obra declarada bé cultural d'interès nacional.